# Sobibor (roman)
Pour les articles homonymes, voir Sobibor.
Sobibor est un roman pour adolescents de l'écrivain français Jean Molla, publié en 2003 aux éditions Gallimard.
Ce roman évoque l’histoire du camp d'extermination de Sobibor et les conséquences dramatiques que peuvent avoir les non-dits dans les familles (ici l’anorexie bien qu'elle présente plutôt les symptômes de la boulimie).

## Analyse
Jean Molla traite de deux thèmes : l'anorexie qui s'est développée chez Emma Lachenal, l’héroïne du roman, et l'extermination des juifs durant la Seconde Guerre mondiale.

## Réception
Le roman est recommandé par le ministère français de l'Éducation nationale en classe de troisième. Le livre a d'ailleurs été republié à des fins scolaires dans la collection ClassicoCollège (Belin-Gallimard, 2009) avec des notes explicatives et un dossier pédagogique complémentaire établis par Marianne Chomienne, agrégée de lettres modernes.

## Résumé
Emma, une jeune fille présentant des troubles du comportement alimentaire, nous est présentée. Son destin semble lié à celui d'une certaine Eva Hirschbaum, morte avec son fils, dans un camp d'extermination lors de la Seconde Guerre mondiale.

### Prologue
Il nous est raconté comment Eva Hirschbaum a vu son fils, Simon, mourir sous ses yeux à Sobibor (ville de Pologne). Un nazi, qui avait pourtant un accent étranger, l'a abattu. Cela a fait perdre à Éva son espoir pour l'humanité.
La narratrice dit aussi « j'imagine Eva. Je la vois. Je suis Eva. Au-dedans d'elle, il y a un grand vide soudain. »

### Chapitre 1
Emma a 18 ans dans quelques semaines. Elle se fait prendre en train de voler des biscuits dans un magasin. C'était ce qu'elle voulait. Les vigiles l’amènent dans le bureau du directeur, mais celui-ci veut premièrement savoir pourquoi elle a agi ainsi. Il apprend par la suite qu'Emma est une simple fille de docteur (qu'elle n'a donc pas de problème financier). Peu après, son père arrive, ils rentrent dans la voiture, et contre toute attente il ne dit rien. En rentrant chez elle, seule, elle mange un sachet de pâté pour chat. Elle ne fait pas attention à ce qu'elle mange, car la seule chose qui lui importe c'est de pouvoir vomir. Après avoir violemment vomi, elle se tape la tête contre la cuvette et s’évanouie. Sa mère retrouve le sachet vide sur la table, puis finit par trouver Emma, évanouie dans les toilettes.

### Chapitre 2
Emma se réveille. Elle pense à ses parents, qui ont dû faire le lien avec sa dépression des mois passés, et qui vont surement lui parler du vol qu'elle a commis. Cependant, contrairement à ses craintes, sa mère aligne les banalités. Emma choisi alors de le faire elle même : « papa t'a raconté, pour hier ?». Elle apprend ensuite que ses parents ont décidé de ne pas en parler. Sa mère explique qu'ils ont pensé bien faire quand Emma se met à s'énerver.
Alors elle nous explique (après avoir fuit sa mère) que il y a un an elle avait des kilos, un copain, et une grand-mère. Elle a tout perdu.
Sa grand mère est morte d'une tumeur au cerveau. Emma avait beaucoup d'admiration pour elle et venait la voir très régulièrement. Mais petit-à-petit, Mamouchka maigrissait, et sa mémoire s'envolait. Il eut une période où Emma lui partageait tout, même ses problèmes avec Julien, son copain. Sa grand-mère aussi lui racontait son histoire : sa jeunesse en Pologne. Elle venait de Varsovie, où elle ne voulait plus retourner depuis 1944.
Il eut une nuit où Mamouchka parla dans son sommeil : elle parlait de Sobibor, d'un certain Jacques et une Eva Hirschbaum. Mais quand Emma lui demanda à son réveil ce que c'était, elle resta floue et nia les faits. Jacques et Eva étaient morts pendants la guerre.

### Chapitre 3
Dans ce chapitre 3, Emma trouve un carnet. Elle ne nous dit pas comment elle l'a trouvé pour l'instant. Ce carnet est le journal de Jacques. Il y écrit comme dans un journal intime, un peu tous les jours. 
On apprend alors que Jacques, malgré son sang français, a une opinion politique se rapprochant de l'idéologie nazie. Il entre dans l'armée allemande. Ce jeune homme est plein de conviction, et pense dur comme fer que ses opinions doivent être défendues : détruire pour tout reconstruire. 
Konrad, un militaire haut placé remarque sa motivation hors norme. Jacques est donc envoyé pour une mission spéciale à Sobibor.